# ニュー・マイ・ノーマル
「ニュー・マイ・ノーマル」は、日本のロックバンド・Mrs. GREEN APPLEの5作目の配信限定シングル。2022年3月18日にユニバーサルミュージック内のレーベル・EMI Recordsよりリリースされた。

## 概要
2021年12月30日、公式YouTubeチャンネルにて「Phase-2 Teaser Trailer」が公開され、2022年の春に「フェーズ2」が開幕することを発表。
2022年3月14日、東京・渋谷でJR渋谷駅ハチ公口の大型看板と渋谷スクランブル交差点大型ビジョンをジャックし「3.18 Fri. 21:00」という文字が記載された大型看板が掲出され、新アーティストロゴが発表された。公式YouTubeチャンネルには「New Artist Logo Teaser」が公開された。
2022年3月18日の午後9時、本楽曲のミュージックビデオが公式YouTubeチャンネルにてプレミア公開された。各配信サイトでは、音源のストリーミング、およびダウンロード配信もスタートした。
これらに加え、メンバーによるコメントとコンセプトフォトが公開され、インスタグラムでメンバーの個人アカウントが開設された。
さらにデビュー記念日の7月8日に新作ミニアルバム『Unity』をリリースすることを発表。また7月8日に神奈川・ぴあアリーナMMでフェーズ2初のライブ「Mrs. GREEN APPLE ARENA SHOW "Utopia"」が開催されることも決定した。